# Thyretes hippotes
Thyretes hippotes là một loài bướm đêm thuộc phân họ Arctiinae, họ Erebidae.